# Horcajo de los Montes
Horcajo de los Montes és un municipi de la província de Ciudad Real a la comunitat autònoma de Castella-La Manxa.

## Demografia
| 1991  | 1996  | 2001  | 2004  |
| ----- | ----- | ----- | ----- |
| 1.028 | 1.116 | 1.083 | 1.057 |